# Nors
Nors (udtales uden stød, og på thybomål Noors eller Nåers) er en by i Thy med 1.076 indbyggere  (2024), beliggende 14 km sydøst for Hanstholm og 9 km nord for Thisted. Byen hører til Thisted Kommune og ligger i Region Nordjylland.
Nors hører til Nors Sogn. Nors Kirke ligger i byen. 2 km vest for byen ligger Nors Sø med et rigt dyre- og planteliv.

## Faciliteter
- Nors Skole blev opført i 1958 som centralskole, der afløste små lokale skoler i Ballerum, Tved, Nors Havreland, Hinding, Nors Stationsby og Nors Kirkeby. Den har 162 elever, fordelt på 0.-6. klassetrin.[2]
- Nors Børnehus har 32 børn i 3-5 års alderen og 9 ansatte.[3]
- Nors Hallen har foruden den store hal fittingcenter, motionscenter, gymnastiksal og mødelokaler. Nors Boldklub og Nors Gymnastikforening benytter hallen. Naboen Nors Beboerhus udlejes til fester med op til 80 personer.[4]
- Da kommunen i 2015 nedlagde Nors Ældrecenter, blev det købt af et seniorpar, der driver det som senior-bofællesskabet Palletten med hjælp fra en ansat daglig leder, der bl.a. står for de mange arrangementer på stedet. Fællesskabet har 5 store og 10 mindre lejligheder. 2 af de små lejligheder og 2 enkeltværelser udlejes privat, fx som gæsteværelser ved familiebesøg.[5]
- Nors har købmand, bageri og lægehus. I 2006 kom der omfartsvej øst om byen.

## Historie

### Kommunen
Nors-Tved var et pastorat, hvor Nors var hovedsognet og Tved var et anneks, altså et sogn uden egen præst. I 1800-tallet blev pastoratet et sognedistrikt og fra 1867 en sognekommune med Nors som kommunesæde. Topografisk kort 1953-1976 viser et kommunekontor ved alderdomshjemmet i Nors. Nors-Tved kommune havde 1523 indbyggere ved kommunalreformen i 1970, hvor den blev indlemmet i Thisted storkommune.

### Landsbyen
I 1901 blev Nors beskrevet således: "Nors med Kirke, Præstegd., Skole og Biskole, Forsamlingshus (opf. 1875), Missionshus (opf. 1896) og 2 Møller (Nors og Vindbjærg)".

### Jernbanen
Thisted-Fjerritslev Jernbane (1904-1969) anlagde en station på bar mark ½ km sydøst for kirkelandsbyen. Ud for stationsbygningen var der krydsningsspor, og vest for den var der læssespor med stikspor til en meget solid og næsten 10 m høj kran. Stationsbygningen er bevaret på Stationsvej 10.

### Stationsbyen
Omkring stationen viser det lave målebordsblad fra 1900-tallet hotel, mejeri og telefoncentral. Senere kom der også brugsforening, bageri og lægebolig, så Nors Stationsby voksede op. I slutningen af 1900-tallet voksede den sammen med Nors Kirkeby, så Nors nu er én by.
I 2001 fremlagdes en miljøkonsekvensvurdering af en omfartsvej øst for byen.
Kroen, der blev åbnet i 1906, lukkede i 2018 og blev på tvangsauktion solgt til en køber, der planlægger at rive bygningen ned.

### Genforeningssten
Hvor Kirkebyvej munder ud i Holmevej, står en sten til minde om Genforeningen i 1920.